# Szew klinowo-jarzmowy

Czaszka człowieka. Kość klinowa oznaczona kolorem pomarańczowym, kość jarzmowa – kolorem zielonym.

Szew klinowo-jarzmowy (łac. sutura sphenozygomatica) – szew czaszki łączący kość klinową z kością jarzmową.
U człowieka przebiega z góry na dół na bocznej ścianie czaszki oraz bocznej ścianie oczodołu łącząc przedni brzeg skrzydła większego kości klinowej z trzonem kości jarzmowej. W obrębie oczodołu sięga ku dołowi do szczeliny oczodołowej dolnej.